# Schmitten (Velden)
Schmitten ist ein Gemeindeteil des Marktes Velden im niederbayerischen Landkreis Landshut.

## Lage
Die Einöde Schmitten liegt 4,8 km südöstlich von Velden oberhalb der Quellweiher des Hohenberger Grabens. Sie gehörte früher zur Gemeinde Felizenzell, bis diese am 1. Mai 1978 nach Velden eingemeindet wurde.

## Bevölkerungsentwicklung
Um 1871 gab es in Schmitten drei Einwohner. Im Mai 1987 lebten dort vier Einwohner in einem Wohngebäude.
| Jahr      | 1871 | 1925 | 1950 | 1970 | 1987 |
| Einwohner | 3    | 7    | 8    | 5    | 4    |